# Musée de Klingspor
Le musée de Klingspor (Klingspor Museum en allemand) est un musée situé à Offenbach-sur-le-Main, en Allemagne. Il est consacré à l'art de la production du livre moderne, la typographie et l'imprimerie.

## Présentation
Le musée inclut une collection des livres d'art de Karl Klingspor, l'un des propriétaires de Gebr. Klingspor, une fonderie de caractères à Offenbach, qui a servi de base à ce musée. Alfred Finsterer s'est occupé durant plusieurs années de la fonderie typographique.
Le musée accueille le travail de calligraphes célèbres tels que le type Rudolf Koch, Otto Eckmann, Peter Behrens, Walter Tiemann, Rudo Spemann, Imre Reiner, Hans Bohn, Karlgeorg Hoefer, Joseph Sattler, Ernst Schneidler, Rudo Spemann, Werner Bunz et Georg Trump.
La bibliothèque est ouverte aux visiteurs et propose plusieurs expositions chaque année.